# Audorf (Gemeinde Altlengbach)
Audorf ist eine Ortschaft in der Marktgemeinde Altlengbach im Bezirk St. Pölten-Land, Niederösterreich.

## Geografie
Die Ortschaft befindet sich östlich von St. Pölten in den Niederösterreichischen Voralpen und am westlichen Ende des Wienerwaldes. Am 1. Jänner 2024 zählte die Ortschaft 49 Einwohner.

## Geschichte
Im Jahr 1822 wurde der Ort als Dorf mit zehn Häusern genannt, das nach Christophen eingepfarrt war, wohin auch die Kinder eingeschult wurden. Die Herrschaft Murstetten besaß die Ortsobrigkeit, die Herrschaft Neulengbach übte die Landgerichtsbarkeit aus und besorgte die Konskription. Die Untertanen und Grundholde des Ortes gehörten den Herrschaften Murstetten und St. Pölten. Laut Adressbuch von Österreich waren im Jahr 1938 in Audorf vier Landwirte mit Ab-Hof-Verkauf ansässig.